# Khara (Ramayana)

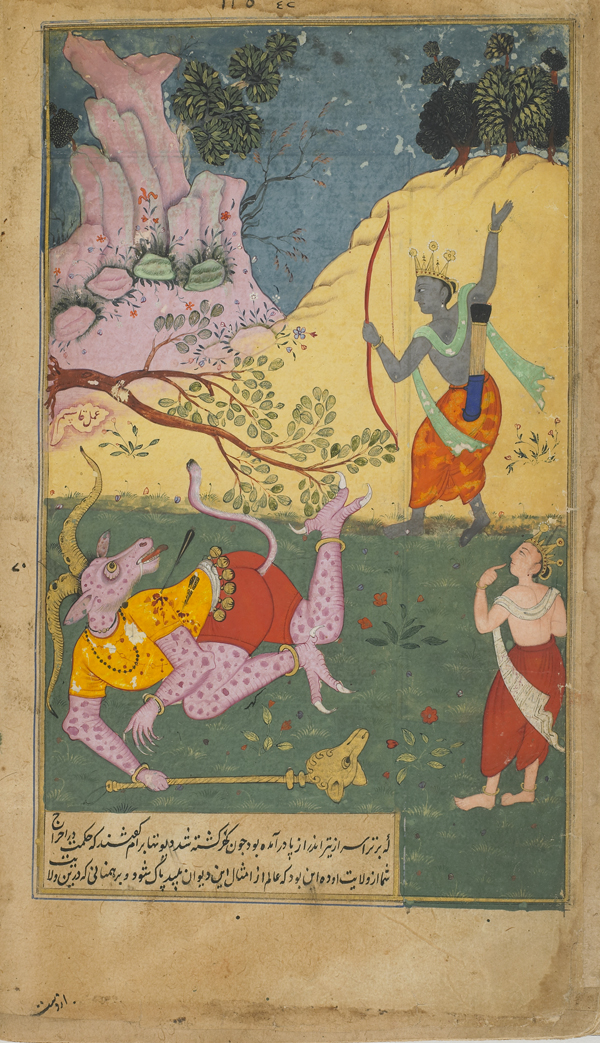
Khara wird von Rama mit dem Bogen erlegt.

Khara (Sanskrit खर) ist ein Rakshasa (Dämon) aus dem indischen Nationalepos Ramayana. In der dortigen Handlung ist er ein Gegenspieler des Haupthelden Rama. Er ist ein Bruder von Ravana, des zehnköpfigen Dämonenfürsten und Königs von Lanka, der der hauptsächliche Antagonist des Epos ist. Khana zieht mit 14.000 Dämonen in den Kampf gegen Rama und wird von diesem getötet.

## Das Ramayana
Das Ramayana-Epos entstand zwischen dem 4. Jahrhundert v. Chr. und dem 2. Jahrhundert n. Chr. in Indien. Es handelt sich um eine aus 24.000 Doppelversen bestehende Kunstdichtung, die dem legendären Sänger Valmiki zugeschrieben wird und seit dem 2. Jahrhundert n. Chr. als weitgehend abgeschlossen gilt. Die Versdichtung verbreitete sich mit den indischen Religionen und entfaltete in Südostasien einen großen kulturellen Einfluss. Dort wurde es an die jeweiligen regionalen Verhältnisse angepasst. In Indien ist es neben dem Mahabharata das zweite Nationalepos. Das Werk hat die Geschichte des Königssohns Rama zum Gegenstand, der eine Inkarnation (Avatar) des Gottes Vishnu ist.

## Khara im Ramayana
In der Erzählung des Ramayana herrscht Khara über das Land Janasthan, welches im Wald Dandaka liegt. Der Protagonist des Epos, Rama, lässt sich dort, nach seiner Verbannung vom Hofe seines Vaters in Ayodhya, mit seiner Gattin Sita und seinem Bruder Lakshmana nieder. Das erweckt den Zorn Kharas. Noch heftiger als vorher quälen, töten und verspeisen seine Dämonen daher die dort lebenden Asketen und Heiligen, bis diese in einen entfernteren Teil des Waldes ziehen und Rama, Sita und Lakshmana verlassen.
Als Shurpanakha, Kharas gleichfalls im Wald Dandaka lebende Schwester, mit ihrer Liebe von Rama zurückgewiesen und von seinem Bruder Lakshmana verspottet wird, versucht sie, Sita zu töten. Daraufhin wird sie von Lakshmana verstümmelt, der ihr Nase und Ohren abschneidet. Shurpanakha flieht anschließend ins Reich ihres Bruders Janasthan. Als Khara ihren Bericht hört und die Wunden seiner Schwester sieht, entsendet er 14 Dämonen seines Gefolges nach Gandaka, damit sie dort Rama, Sita und Lakshmana töten. Rama kann mit dem Bogen Shivas alle Dämonen erlegen. Shurpanakha berichtet Khara davon und fordert ihn höhnisch zur Flucht auf, weil er Rama nicht gewachsen sei. Khara wird zornig und befiehlt seinem Heerführer Dushan für den Kampf gegen den Prinzen 14 000 Rakshasa zu sammeln. Khara selbst führt die Truppe mit seinem goldenen Streitwagen an. Auf dem Weg begegnen Khara unheilvolle Vorzeichen, unter anderem regnet es mit Wasser vermischtes Blut, die Zugpferde stolpern und ein riesiger Geier lässt sich auf dem Flaggenmast nieder. Doch in seinem Zorn kehrt er nicht um, obwohl er um die Bedeutung dieser Omen weiß.
Als Rama die Vorzeichen wahrnimmt, schickt er Sita unter dem Schutz Lakshmanas in eine Berghöhle, um sie dort zu verbergen. Er tritt Khara und seinem Heer allein gegenüber. Zu Beginn der Schlacht lässt sich Khara vom Wagenlenker in die Nähe Ramas bringen und schießt tausend Pfeile auf ihn ab. Schnell zieht sich das Heer um den Prinzen zusammen und verwundet ihn schwer. Da jeder Pfeil, den Rama vom Bogen lässt, tödlich ist, lichten sich die Reihen der Dämonen. Nachdem Rama den Heerführer Dushan und dessen gesamtes Gefolge getötet hat, stehen ihm nur noch Khara und das dreiköpfige Monster Trishiras gegenüber. Als Khara auf Rama zustürmt, um mit ihm zu kämpfen, hält ihn Trishiras zurück und sagt, es sei seine Aufgabe, das Blut Ramas zu vergießen und Khara solle dem Kampf aus der Ferne folgen. Als auch Trishiras besiegt ist, attackiert Khara Rama mit seinem Streitwagen. Mit einem Pfeil kann Khara einen von Ramas Bögen zerstören, sieben weitere durchdringen die Rüstung des Prinzen und verwunden ihn. Schließlich benutzt Rama den Bogen Vishnus, den er von dem Weisen Agastya erhalten hatte, und tötet mit 19 Pfeilen den Wagenlenker sowie die Pferde, zerstört den Streitwagen, den Flaggenmast und den Bogen Kharas und trifft den Dämonenfürsten an Kopf, Schulter und Brust. Khara nähert sich Rama nun zu Fuß und mit einer schweren Keule bewaffnet, die glühende Blitze aussendet. Als er diese nach einer zornigen Rede gegen Rama schleudert, kann dieser sie mit Pfeilen spalten und unschädlich machen. Danach reißt Khara einen großen Salbaum aus der Erde und wirft ihn gegen Rama, der ihn mit Pfeilen im Flug stoppen kann und die Brust des Dämonen mit tausend weiteren durchbohrt. Der tödlich verwundete Khara geht weiter auf Rama los, bis dieser ihn mit einem Pfeil Indras endgültig zu Fall bringt.
Der vom Schlachtfeld geflohene Riese Akampan, der zu den Heerführern von Kharas Bruder Ravana gehört, gelangt nach Lanka und berichtet dort seinem Herrn vom Schicksal dessen Bruders. Erstmals wird nun der Zorn Ravanas auf Rama entflammt und sein Plan, Sita zu entführen, nimmt Gestalt an. Nur der Ratschlag seines Onkels Maricha hindert den Dämonenkönig an der unmittelbaren Durchführung des Vorhabens.